# Deep South Wrestling
Deep South Wrestling (DSW) foi uma promoção de wrestling profissional localizada em McDonough, Geórgia. Deep South trabalhou em parceria com a World Wrestling Entertainment (WWE) como um território de desenvolvimento de 2005 até 18 de abril de 2007, sendo posse de Jody Hamilton, ex-diretor da WCW Power Plant. Uma versão anterior da Deep South, que operou em parceria com a American Wrestling Association (AWA), também foi dirigida por Hamilton de 1986 a 1988.

## História
Deep South Wrestling teve seu evento inaugural em 1 de setembro de 2005. Dois meses depois, a promoção coroou Mike Mizanin como seu primeiro Campeão dos Pesos-Pesados da DSW. A promoção ganhou um horário no canal Comcast Sports South nas noites de domingo, às 23h30.
Em 9 de julho de 2006, a promoção estreou um evento ao vivo no Six Flags Over Georgia em Austell, Geórgia. Foi anunciado que a DSW passaria a operar eventos ao vivo em outros locais que não o Six Flags, começando em Griffin. Em 18 de maio, High Impact (Mike Taylor & Tony Santarelli) venceu um torneio para tornarem-se os primeiros Campeões de Duplas da DSW. Foi anunciado em 18 de outubro de 2006 que a Deep South Wrestling havia conseguido um contrato com a MavTV.
Em 18 de abril de 2007, WWE anunciou o fim de sua parceria com a Deep South. Deep South confirmou o fim do contrato em 19 de abril, em seu website. O fim da empresa foi anunciado no mesmo dia, com a Deep South teve seu último evento em 12 de abril. Os lutadores que possuíam um contrato com a WWE foram transferidos para a Ohio Valley Wrestling.
Em 30 de abril de 2009, foi anunciado que Hamilton e a DSW estavam processando a WWE, afirmando que esta havia quebrado um contrato e interferia em relações contratuais e em negociações.

## Últimos campeões
| Título                              | Campeão(ões)               | Data                | Ganhou de                                  |
| ----------------------------------- | -------------------------- | ------------------- | ------------------------------------------ |
| Deep South Heavyweight Championship | Austin Creed               | 12 de julho de 2007 | Derrotou Murder One na final de um torneio |
| DSW Tag Team Championship           | Caleb Konley & Sal Rinauro | 26 de julho de 2007 | Pretty Boy Floyd & Simon Sermon            |

## Autoridades
| Autoridade                    | Posição           | Início                | Fim      | Notas                                                     |
| ----------------------------- | ----------------- | --------------------- | -------- | --------------------------------------------------------- |
| Jody Hamilton                 | Dono              | 1 de setembro de 2005 | Presente | Hamilton contratou Krissy Vaine como Gerente Geral da DSU |
| Krissy Vaine                  | Gerente Geral     | 12 de outubro de 2006 | 2007     | Tornou-se Co-Gerente Geral com Angel Williams             |
| Krissy Vaine & Angel Williams | Co-Gerente Gerais | 2007                  | 2007     | Últimos Gerentes Gerais quando a DSW foi fechada          |